# Liste der Kulturdenkmale in Arneburg
In der Liste der Kulturdenkmale in Arneburg sind alle  Kulturdenkmale der Gemeinde Arneburg und ihrer Ortsteile aufgelistet. Grundlage ist das Denkmalverzeichnis des Landes Sachsen-Anhalt, das auf Basis des Denkmalschutzgesetzes des Landes Sachsen-Anhalt vom 21. Oktober 1991 durch das Landesamt für Denkmalpflege und Archäologie Sachsen-Anhalt erstellt und seither laufend ergänzt wurde (Stand: 31. Dezember 2021).

## Kulturdenkmale nach Ortsteilen

### Arneburg
| Lage | Bezeichnung             | Beschreibung | Erfassungs- nummer | Ausweisungsart               | Bild                    |
| --- | ----------------------- | --- | ------------------ | ---------------------------- | ----------------------- |
| Achterstraße 1, 2, 3, 4, 5, 6, 7, 8, 9, 10, 11, 12, 13, 14, 15, 16, 17, 18, 19, 20, 21, 22, 23, 24, 25, 26, 27, 28, 29, 30, 31, 32, 33, Alter Markt 1, 2, 3, 4, 5, 6, 7, 8, 9, Anger 1, 2, 3, 4, 5, 6, 7, 8, 9, 10, 11, 12, 13, 14, 15, 16, 17, 18, 19, 20, 21, 22, 23, Bahnhofstraße, Breite Straße 1, 2, 3, 4, 5, 6, 7, 8, 9, 10, 11, 12, 13, 14, 15, 16, 17, 18, 19, 20, 21, 22, 23, 24, 25, 26, 27, 28, 29, 30, 31, 32, 33, 34, 35, 36, 37, 38, 39, 40, 41, 42, 43, 44, 45, 46, 47, 48, 49, 50, 51, 52, 53, 54, 55, 56, 57, 58, 59, 60, 61, 62, 63, 64, 65, 66, 67, 68, 69, 70, 71, Burgberg, Burgtor, Reste der Burgmauer, Burgstraße 1, 2, 3, 4, 5, 6, 7, 8, 9, 10, 11, 12, 13, 14, 15, 16, 17, 18, 19, 20, 21, 22, Elbstraße, Gartenstraße, Kirchplatz 1, 2, 3, 4, 5, Lindenstraße, Sandauer Straße, Tangermünder Straße 1, 2, 3, 4, 5, 6, 7, 8, 9, 10, 11, 12, 13, 14, 38, 39, 40, 41, 42, 43, 44, 45, 46, 47, 48, 49, 50, 51, Töpferstraße 1, 2, 3, 4, 5, 6, 7, 8, 9 (Karte) | Altstadt                | | 094 75793          | Denkmalbereich               | Altstadt                |
| Achterstraße 20 (Karte) | Wohnhaus                | | 094 18105          | Baudenkmal                   | Wohnhaus                |
| Achterstraße 22 (Karte) | Ackerbürgerhof          | | 094 18106          | Baudenkmal                   | Ackerbürgerhof          |
| Alter Markt 2 (Karte) | Wohnhaus                | | 094 18107          | Baudenkmal                   | Wohnhaus                |
| Breite Straße (Karte) | Denkmal                 | Das Denkmal erinnert an Ferdinand von Schill, der mit seinem Freikorps 1809 im Kampf gegen Napoleon hier lagerte. Am 12. Mai 1809 hielt Schill etwa am Standort des Denkmals eine Rede, aus der der Satz „Lieber ein Ende mit Schrecken als ein Schrecken ohne Ende“ zu einem geflügelten Wort wurde. | 094 18109          | Baudenkmal                   | Denkmal                 |
| Breite Straße (Karte) | Kriegerdenkmal Arneburg | Kriegerdenkmal | 094 18108          | Baudenkmal                   | Kriegerdenkmal Arneburg |
| Breite Straße 4 (Karte) | Ackerbürgerhof          | | 094 18110          | Baudenkmal                   | Ackerbürgerhof          |
| Breite Straße 7 (Karte) | Wohnhaus                | | 094 18111          | Baudenkmal                   | Wohnhaus                |
| Breite Straße 9 (Karte) | Brauerei                | | 094 18112          | Baudenkmal                   | Brauerei                |
| Breite Straße 10 (Karte) | Wohnhaus                | | 094 18113          | Baudenkmal                   | Wohnhaus                |
| Breite Straße 11 (Karte) | Ackerbürgerhof          | | 094 18114          | Baudenkmal                   | Ackerbürgerhof          |
| Breite Straße 14a (Karte) | Verwaltungsgebäude      | | 094 18115          | Baudenkmal                   | Verwaltungsgebäude      |
| Breite Straße 15 (Karte) | Wohnhaus                | | 094 18116          | Baudenkmal                   | Wohnhaus                |
| Breite Straße 16 (Karte) | Gasthof                 | Schwarzer Adler | 094 18117          | Baudenkmal                   | Gasthof                 |
| Breite Straße 17 (Karte) | Verwaltungsgebäude      | | 094 18118          | Baudenkmal                   | Verwaltungsgebäude      |
| Breite Straße 24 (Karte) | Ackerbürgerhof          | | 094 18120          | Baudenkmal                   | Ackerbürgerhof          |
| Breite Straße 39 (Karte) | Wohnhaus                | | 094 18119          | Baudenkmal                   | Wohnhaus                |
| Breite Straße 44 (Karte) | Wohnhaus                | | 094 18121          | Baudenkmal                   | Wohnhaus                |
| Breite Straße 46 (Karte) | Wohnhaus                | | 094 18122          | Baudenkmal                   | Wohnhaus                |
| Breite Straße 48 (Karte) | Ackerbürgerhof          | | 094 18123          | Baudenkmal                   | Ackerbürgerhof          |
| Breite Straße 51 (Karte) | Wohnhaus                | | 094 18124          | Baudenkmal                   | Wohnhaus                |
| Breite Straße 59 (Karte) | Ackerbürgerhof          | | 094 18126          | Baudenkmal                   | Ackerbürgerhof          |
| Breite Straße 65 (Karte) | Ackerbürgerhof          | | 094 18127          | Baudenkmal                   | Ackerbürgerhof          |
| Breite Straße 66 (Karte) | Wohnhaus                | | 094 18128          | Baudenkmal                   | Wohnhaus                |
| Breite Straße 67 (Karte) | Ackerbürgerhof          | | 094 18129          | Baudenkmal                   | Ackerbürgerhof          |
| Breite Straße 68 (Karte) | Ackerbürgerhof          | | 094 18130          | Baudenkmal                   | Ackerbürgerhof          |
| Burgstraße 10, 11, 12, 13 Burgberg (Karte) | Arneburg                | Burg | 094 18158          | Baudenkmal                   | BW                      |
| Burgstraße (Karte) | Park                    | Burg | 094 18158 001      | Teilobjekt eines Baudenkmals | BW                      |
| Burgstraße 15 (Karte) | Wohnhaus                | Wohnhaus | 094 18131          | Baudenkmal                   | Wohnhaus                |
| Burgstraße 16 (Karte) | Wohnhaus                | | 094 18132          | Baudenkmal                   | BW                      |
| Burgstraße 17 (Karte) | Wohnhaus                | | 094 18133          | Baudenkmal                   | Wohnhaus                |
| Elbstraße 26 (Karte) | Wohnhaus                | | 094 18134          | Baudenkmal                   | Wohnhaus                |
| Elbstraße 27 vor der Altstadt, am Fährweg (Karte) | Schule                  | | 094 18135          | Baudenkmal                   | Schule                  |
| Gartenstraße 11a (Karte) | Ackerbürgerhof          | | 094 76270          | Baudenkmal                   | BW                      |
| Kirchplatz (Karte) | Kirche                  | Pfarrkirche St. Georg | 094 18136          |                              | Weitere Bilder          |
| Kirchplatz 6 (Karte) | Wohnhaus                | | 094 75330          | Baudenkmal                   | Wohnhaus                |
| Sandauer Straße (Karte) | Distanzstein            | Preußischer Rundsockelstein (0286). Der derzeitige Standort ist Bahnhofstraße, Ecke Breite Straße. | 094 18137          | Baudenkmal                   | Weitere Bilder          |
| Sandauer Straße 1 (Karte) | Ackerbürgerhof          | | 094 18138          | Baudenkmal                   | Ackerbürgerhof          |
| Sandauer Straße 13 (Karte) | Wohnhaus                | | 094 18139          | Baudenkmal                   | Wohnhaus                |
| Sandauer Straße 20 Ecke zur Gartenstraße (Karte) | Wohnhaus                | | 094 18140          | Baudenkmal                   | Wohnhaus                |
| Stendaler Straße (Karte) | Pflasterschrift         | Inschrift im Straßenpflaster, 2020 als Denkmal eingetragen Die Inschrift stammt aus DDR-Zeiten und enthält den Propagandaslogan Der Sozialismus siegt. | 107 35035          | Baudenkmal                   | Weitere Bilder          |
| Stendaler Straße 95 (Karte) | Wohnhaus                | | 094 75333          | Baudenkmal                   | Wohnhaus                |
| Stendaler Straße 96 (Karte) | Postamt                 | | 094 75334          | Baudenkmal                   | Postamt                 |
| Tangermünder Straße 1/2 (Karte) | Wohnhaus                | | 094 18141          | Baudenkmal                   | Wohnhaus                |
| Tangermünder Straße 4/5 (Karte) | Ackerbürgerhof          | | 094 18142          | Baudenkmal                   | Ackerbürgerhof          |
| Tangermünder Straße 7 (Karte) | Ackerbürgerhof          | | 094 18143          | Baudenkmal                   | Ackerbürgerhof          |
| Tangermünder Straße 10 (Karte) | Ackerbürgerhof          | | 094 18144          | Baudenkmal                   | Ackerbürgerhof          |
| Tangermünder Straße 14 (Karte) | Wohnhaus                | | 094 18145          | Baudenkmal                   | Wohnhaus                |
| Tangermünder Straße 17 (Karte) | Wohnhaus                | | 094 18146          | Baudenkmal                   | Wohnhaus                |
| Tangermünder Straße 32 (Karte) | Wohnhaus                | | 094 18147          | Baudenkmal                   | Wohnhaus                |
| Tangermünder Straße 36 (Karte) | Wohnhaus                | | 094 18148          | Baudenkmal                   | Wohnhaus                |
| Tangermünder Straße 37 Kreuzung Elbstraße / Tangermünder Straße; Blickpunkt vom Fährhohlweg her (Karte) | Wohnhaus                | Zum König von Preußen | 094 18149          | Baudenkmal                   | Wohnhaus                |
| Tangermünder Straße 42 (Karte) | Apotheke                | Zum Schwarzen Adler | 094 18150          | Baudenkmal                   | Apotheke                |
| Tangermünder Straße 44 (Karte) | Wohnhaus                | | 094 18151          | Baudenkmal                   | Wohnhaus                |
| Tangermünder Straße 47 (Karte) | Wohn- und Geschäftshaus | | 094 18152          | Baudenkmal                   | Wohn- und Geschäftshaus |
| Tangermünder Straße 48 (Karte) | Wohnhaus                | | 094 18153          | Baudenkmal                   | Wohnhaus                |
| Tangermünder Straße 49 (Karte) | Wohnhaus                | | 094 18154          | Baudenkmal                   | Wohnhaus                |
| Tangermünder Straße 50 (Karte) | Ackerbürgerhof          | | 094 18155          | Baudenkmal                   | Ackerbürgerhof          |
| Tangermünder Straße 51 (Karte) | Wohnhaus                | | 094 18156          | Baudenkmal                   | Wohnhaus                |

### Beelitz
| Lage                                                                         | Bezeichnung    | Beschreibung                                   | Erfassungs- nummer | Ausweisungsart | Bild           |
| ---------------------------------------------------------------------------- | -------------- | ---------------------------------------------- | ------------------ | -------------- | -------------- |
| Ortsausgang in Richtung Lindtorf, an Straßenkreuzung Nähe der Kirche (Karte) | Distanzstein   | Meilenstein                                    | 094 18428          | Kleindenkmal   | Weitere Bilder |
| Dorfstraße vor der Kirche (Karte)                                            | Kriegerdenkmal |                                                | 094 76704          | Kleindenkmal   | Kriegerdenkmal |
| Dorfstraße (Karte)                                                           | Kirche         | Eine der Sieben verkehrten Kirchen der Altmark | 094 18427          | Baudenkmal     | Kirche         |
| Dorfstraße 6 (Karte)                                                         | Bauernhof      |                                                | 094 18424          | Baudenkmal     | Bauernhof      |
| Dorfstraße 13 (Karte)                                                        | Bauernhof      |                                                | 094 18425          | Baudenkmal     | Bauernhof      |

### Dalchau
| Lage    | Bezeichnung  | Beschreibung       | Erfassungs- nummer | Ausweisungsart | Bild         |
| ------- | ------------ | ------------------ | ------------------ | -------------- | ------------ |
| (Karte) | Distanzstein | Viertelmeilenstein | 094 18429          | Baudenkmal     | Distanzstein |

## Ehemalige Kulturdenkmale nach Ortsteilen
Die nachfolgenden Objekte waren ursprünglich ebenfalls denkmalgeschützt oder wurden in der Literatur als Kulturdenkmale geführt. Die Denkmale bestehen heute jedoch nicht mehr, ihre Unterschutzstellung wurde aufgehoben oder sie werden nicht mehr als Denkmale betrachtet.

### Arneburg
| Lage                     | Bezeichnung             | Beschreibung | Erfassungs- nummer | Ausweisungsart | Bild                    |
| ------------------------ | ----------------------- | ------------ | ------------------ | -------------- | ----------------------- |
| Breite Straße 53 (Karte) | Wohn- und Geschäftshaus |              | 094 18125          | Baudenkmal     | Wohn- und Geschäftshaus |

## Legende
In den Spalten befinden sich folgende Informationen:
- Lage: Nennt den Straßennamen und wenn vorhanden die Hausnummer des Kulturdenkmals. Die Grundsortierung der Liste erfolgt nach dieser Adresse. Der Link „Karte“ führt zu verschiedenen Kartendarstellungen und nennt die geographischen Koordinaten.
Link zu einem Kartenansichtstool, um Koordinaten zu setzen. In der Kartenansicht sind Baudenkmale ohne Koordinaten mit einem roten bzw. orangen Marker dargestellt und können in der Karte gesetzt werden. Baudenkmale ohne Bild sind mit einem blauen bzw. roten Marker gekennzeichnet, Baudenkmale mit Bild mit einem grünen bzw. orangen Marker.
- Offizielle Bezeichnung: Nennt den Namen, die Bezeichnung oder zumindest die Art des Kulturdenkmals und verlinkt, soweit vorhanden, auf den Artikel zum Objekt.
- Beschreibung: Nennt bauliche und geschichtliche Einzelheiten des Kulturdenkmals, vorzugsweise die Denkmaleigenschaften.
- Erfassungsnummer: Für jedes Kulturdenkmal wird in Sachsen-Anhalt eine 20stellige Erfassungsnummer vergeben. Die letzten zwölf Ziffern werden für die Untergliederung nach Teilobjekten genutzt und werden nur angegeben, soweit vergeben. In dieser Spalte kann sich folgendes Icon  befinden, dies führt zu Angaben zu diesem Baudenkmal bei Wikidata.
- Ausweisungsart: Die Einordnung des Denkmales nach § 2 Abs. 2 DenkmSchG LSA
- Bild: Ein Bild des Denkmales, und gegebenenfalls einen Link zu weiteren Fotos des Kulturdenkmals im Medienarchiv Wikimedia Commons. Wenn man auf das Kamerasymbol klickt, können Fotos zu Kulturdenkmalen aus dieser Liste hochgeladen werden: